# ECMAScript
ECMAScript es una especificación de lenguaje de programación publicada por Ecma International. El desarrollo empezó en 1996 y estuvo basado en el popular lenguaje JavaScript propuesto como estándar por Netscape Communications Corporation. Actualmente está aceptado como el estándar ISO/IEC  22275:2018.
ECMAScript define un lenguaje de tipos dinámicos ligeramente inspirado en Java y otros lenguajes del estilo de C. Soporta algunas características de la programación orientada a objetos mediante objetos basados en prototipos y pseudoclases.
La mayoría de navegadores de Internet incluyen una implementación del estándar ECMAScript, al igual que un acceso al Document Object Model para manipular páginas web. JavaScript está implementado en la mayoría de navegadores, Internet Explorer de Microsoft usa JScript. El navegador Opera tenía su propio intérprete de ECMAScript con extensiones para soportar algunas características de JavaScript y JScript, actualmente Opera está basado en Chromium (y utiliza su intérprete). Cada navegador tiene extensiones propias al estándar ECMAScript, pero cualquier código que se adecúe al estándar debería funcionar en todos ellos.
ActionScript, para Adobe Flash, también está basado en el estándar ECMAScript, con mejoras que permiten mover, crear y analizar dinámicamente objetos, mientras la película está en ejecución.
Desde el lanzamiento en junio de 1997 del estándar ECMAScript 1, han existido las versiones 2, 3 y 5, que es la más usada actualmente (la 4 se abandonó). En junio de 2015 se cerró y publicó la versión ECMAScript 6.

## Historia
ECMAScript es una especificación estándar de un lenguaje desarrollado por Brendan Eich, empleado en Netscape; inicialmente se llamaba Mocha, luego LiveScript, y finalmente Javascript. En diciembre de 1995, Sun Microsystems y Netscape anunciaron JavaScript en una conferencia de prensa. En marzo de 1996, Netscape Navigator 2.0 fue lanzado con soporte para JavaScript.
Debido al gran éxito de Javascript como lenguaje de scripting del lado del cliente para páginas web, Microsoft desarrolló un dialecto compatible del lenguaje, llamado JScript, para evitar problemas legales con la marca. JScript agregó nuevos métodos para las fechas, para aliviar los problemas del año 2000 (Y2K), causados en parte porque los métodos de Javascript estaban basados en las clases Date de Java. JScript fue incluido en Internet Explorer 3.0, lanzado en agosto de 1996.
Netscape envió el borrador de JavaScript a Ecma International para su estandarización y para que trabajasen sobre su especificación ECMA-262, que comenzó en noviembre de 1996. La primera edición de ECMA-262 fue adoptada por asamblea general de Ecma en junio de 1997. Varias ediciones del lenguaje estándar han sido publicadas desde entonces. El nombre "ECMAScript" fue un compromiso entre las organizaciones involucradas en la estandarización del lenguaje, especialmente entre Netscape y Microsoft, que se disputaron el dominio de las primeras sesiones estándar. Eich comentó que "ECMAScript fue siempre un nombre de marca indeseado, que sonaba como una enfermedad de la piel."
A pesar de que ambas especificaciones, tanto JavaScript y JScript, apuntan a ser compatibles con ECMAScript, también proveen características adicionales, no descritas en la especificaciones de ECMA. [cita requerida]

### Versiones
Hay once versiones de ECMA-262 publicadas. El trabajo sobre la versión 11 del estándar fue finalizada en junio de 2020.
Allen Wirfs-Brock: ECMA-262, Project Editor, 6th Edition & Brian Terlson: ECMA-262, Project Editor, 7th through 10th Editions
| Edición | Fecha de publicación | Cambios desde la edición anterior | Editor                                      |
| ------- | -------------------- | --- | ------------------------------------------- |
| 1       | Junio de 1997        | Primera edición | Guy L. Steele, Jr.                          |
| 2       | Junio de 1998        | Cambios editoriales para mantener la especificación completa alineada con el estándar internacional ISO/IEC 16262 | Mike Cowlishaw                              |
| 3       | Diciembre de 1999    | Se agregaron expresiones regulares, mejor manejo de strings, nuevo control de declaraciones, manejo de excepciones con try/catch, definición más estricta de errores, formato para la salida numérica y otras mejoras. | Mike Cowlishaw                              |
| 4       | Abandonado           | La cuarta edición fue abandonada debido a diferencias políticas respecto a la complejidad del lenguaje. Muchas características propuestas para la cuarta edición fueron completamente abandonadas; algunas fueron propuestas para la edición ECMAScript Harmony. |                                             |
| 5       | Diciembre de 2009    | Agrega el modo estricto ("strict mode"), un subconjunto destinado a proporcionar una mejor comprobación de errores y evitar constructores propensos a errores. Aclara varias ambigüedades de la tercera edición, y afina el comportamiento de las implementaciones del "mundo real" que difieren consistentemente desde esa especificación. Agrega algunas nuevas características, como getters y setters, librería para el soporte de JSON, y una más completa reflexión sobre las propiedades de los objetos. | Pratap Lakshman, Allen Wirfs-Brock          |
| 5.1     | Junio de 2011        | Esta edición 5.1 de la ECMAScript Standard está completamente alineada con la tercera edición del estándar internacional ISO/IEC 16262:2011. | Pratap Lakshman, Allen Wirfs-Brock          |
| 6       | Junio de 2015        | La sexta edición agrega cambios significativos en la sintaxis para escribir aplicaciones complejas, incluyendo clases y módulos, definiéndolos sémanticamente en los mismos términos del modo estricto de la edición ECMAScript 5. Otras nuevas características incluyen iteradores for/of loops, generadores y generador de expresiones estilo Python, funciones de dirección, datos binarios, colecciones (mapas, sets, mapas débiles), y proxies (metaprogramación para objetos virtuales y wrappers). Al ser la primera especificación “ECMAScript Harmony”, es también conocida como “ES6 Harmony”. | Allen Wirfs-Brock                           |
| 7       | Junio de 2016        | La séptima edición fue una mera actualización de la versión 6. Incorpora el método Array.prototype.includes() y el operador exponencial (**). | Brian Terlson                               |
| 8       | Junio de 2017        | La 8.ª edición, oficialmente conocida como ECMAScript 2017, fue finalizada en junio de 2017.[11] Incluye constructores async/await , los cuales funcionan usando generadores y promesas. | Brian Terlson                               |
| 9       | Junio de 2018        | La 9.ª edición, oficialmente conocida como ECMAScript 2018, incluye operadores rest/spread para variables (tres puntos: ...identificador), iteracion asincronica, Promise.prototype.finally() | Brian Terlson                               |
| 10      | Enero de 2019        | La 10.ª edición, oficialmente conocida como ECMAScript 2019, incorporó Array.flat(), Array.flatMap(), String.trimStart(), String.trimEnd(), errores opcionales en el bloque catch, Object.fromEntries(), Symbol.description | Mathías Bynens                              |
| 11      | Junio 2020           | Ver 11.ª edición – ECMAScript 2020 | Jordan Harband, Kevin Smith                 |
| 12      | Junio 2021           | Ver 12.ª ECMAScript® 2021 |                                             |
| 13      | Junio 2022           | Estas son las nuevas características de esta versión de ECMAScript: 1. Top-level await: Permite el uso del operador await fuera de las funciones asíncronas, en el nivel superior de los módulos. 2. Private instance fields, methods, and accessors: Permite declarar campos de instancia, métodos y accesorios (getters y setters) como privados en las clases, lo que mejora el encapsulamiento. 3. Static class fields and methods: Introduce campos y métodos estáticos en las clases. 4. Static class initialization blocks: Introduce bloques de inicialización estáticos en las clases, que se ejecutan una vez cuando se crea una clase. 5. Error: .cause: Permite proporcionar una causa para los errores lanzados, lo que puede ayudar a rastrear la causa original de un error. 6. Array, String, and TypedArray: .at() Method: Introduce un nuevo método .at() para los objetos Array, String, y TypedArray, que permite acceder a los elementos de estos objetos desde el final si se pasan índices negativos. 7. Object: .hasOwn(): Introduce un nuevo método .hasOwn() para los objetos, que permite comprobar si un objeto tiene una propiedad propia (no heredada). 8. RegExp: match .índices ('d' flag): Permite obtener los índices de inicio y fin de las coincidencias al realizar operaciones de búsqueda con expresiones regulares. | Shu-yu Guo, Michael Ficarra y Kevin Gibbons |

En junio de 2004, Ecma International publicó el estándar ECMA-357, definiendo una extensión de ECMAScript, conocida como ECMAScript para XML (E4X). Ecma también definió un "Perfil compacto" para ECMAScript – conocida como ES-CP, o ECMA 327 – que fue diseñado para dispositivos con recursos limitados, pero se descartó y la retiraron en 2015.

#### 11.ª edición – ECMAScript 2020
La 11.ª edición, o ECMAScript 2020, fue publicada en junio de 2020. Además de nuevas funcionalidades, esta versión incluye el tipo primitivo BigInt para enteros de tamaño arbitrario primitive, el operador de unión nula (en inglés, nullish coalescing), el encadenamiento opcional (en inglés, optional chaining) y el objeto globalThis.
Los BigInit se crean con el constructor BigInt o con la sintaxis 10n, donde "n" se coloca después del número literal. BigInts permite la representación y manipulación de enteros mayores que Number.MAX_SAFE_INTEGER, mientras que los números está representados por un valor IEEE 754 de 64 bits de doble precisión. Las funciones integradas en Math no son compatibles con BigInits; por ejemplo, la potencia de BigInts debe realizarse con el operador ** en lugar de Math.pow.
El operador de unión nula, ??, devuelve su operando del lado derecho cuando su lado izquierdo es null or undefined. Esto contrasta con el operador ||, que devolverá "string" para todos los valores "falsy", como los que se muestran a continuación:
```
undefined ?? "string" // -> "string"
null ?? "string" // "string"
false ?? "string" // -> false
NaN ?? "string" // -> NaN
```

El encadenamiento opcional te permite acceder a las propiedades anidadas de un objeto sin tener una verificación Y en cada nivel.
Un ejemplo es const zipcode = person?.address?.zipcode. Si alguna de las propiedades no está presente, zipcode será undefined.
Con el globalThis podés escribir código que funcione en contexto de ventana y no ventana sin la necesidad de chequeos extra.

#### ES.NEXT
ES.Next es un nombre dinámico para referirse a cualquier próxima versión que se esté desarrollando. Las características de  ES.Next son conocidas más correctamente como propuestas, porque, por definición, la especificación no ha sido aún finalizada.